# Bassholma
Bassholma är en bebyggelse i Tåssjö socken öster om Munka-Ljungby och väster om Örkelljunga i Ängelholms kommun. SCB avgränsade här en småort från 2020 till  2023.